# Capriglio
Capriglio (Cravij in piemontese) è un comune italiano di 324 abitanti della provincia di Asti in Piemonte.

## Storia

### Simboli
Lo stemma e il gonfalone del comune di Capriglio sono stati concessi con decreto del presidente della Repubblica del 24 febbraio 1995.

## Società

### Evoluzione demografica
Abitanti censiti

## Amministrazione
Di seguito è presentata una tabella relativa alle amministrazioni che si sono succedute in questo comune.
| Periodo        | Periodo        | Primo cittadino         | Partito                            | Carica              | Note  |
| -------------- | -------------- | ----------------------- | ---------------------------------- | ------------------- | ----- |
| 11 giugno 1985 | 1º giugno 1990 | Mario Visconti          | Democrazia Cristiana               | Sindaco             | [ 6 ] |
| 1º giugno 1990 | 24 aprile 1995 | Mario Visconti          | Democrazia Cristiana               | Sindaco             | [ 6 ] |
| 24 aprile 1995 | 14 giugno 1999 | Massimino Occhiena      | centro                             | Sindaco             | [ 6 ] |
| 14 giugno 1999 | 9 marzo 2001   | Bruno Giovanni Oggero   | Lista civica                       | Sindaco             | [ 6 ] |
| 9 marzo 2001   | 28 maggio 2002 | Paolo Mastrocola        |                                    | Comm. straordinario | [ 6 ] |
| 28 maggio 2002 | 29 maggio 2007 | Giovanni Carlo Barberis | Lista civica                       | Sindaco             | [ 6 ] |
| 29 maggio 2007 | 7 maggio 2012  | Giovanni Carlo Barberis | Lista civica                       | Sindaco             | [ 6 ] |
| 7 maggio 2012  | 11 giugno 2017 | Vittorina Gozzolino     | Lista civica Per Capriglio         | Sindaco             | [ 6 ] |
| 11 giugno 2017 | 12 giugno 2022 | Tiziana Gaeta           | Lista civica Giovani per Capriglio | Sindaco             | [ 6 ] |
| 12 giugno 2022 | in carica      | Tiziana Gaeta           | Lista civica Giovani per Capriglio | Sindaco             | [ 7 ] |